# The Bells
The Bells är ett musikalbum av Lou Reed som lanserades 1979 på Arista Records. Tre av albumets låtar är samskrivna av Reed tillsammans med Nils Lofgren, och på hans album Nils från samma år finns också tre låtar de skrev tillsammans. Skivan innehåller Lou Reeds kanske enda låt som kan klassas som discomusik, "Disco Mystic". Texten till låten består av låttiteln. Don Cherry medverkar på skivan där han spelar trumpet och gitarr.

## Låtlista
(upphovsman inom parentes)
1. "Stupid Man" - 2:33 (Reed, Nils Lofgren)
2. "Disco Mystic" - 4:30 (Reed, Ellard Boles, Marty Fogel, Michael Fonfara, Michael Suchorsky)
3. "I Want to Boogie With You" - 3:55 (Reed, Michael Fonfara)
4. "With You" - 2:21 (Reed, Nils Lofgren)
5. "Looking for Love" - 3:29 (Reed)
6. "City Lights" - 3:22 (Reed, Nils Lofgren)
7. "All Through the Night" - 5:00 (Reed, Don Cherry)
8. "Families" - 6:09 (Reed, Ellard Boles)
9. "The Bells" - 9:17 (Reed, Marty Fogel)

## Listplaceringar
- Billboard 200, USA: #130[1]
- Topplistan, Sverige: #44[2]